# Odred naoružanih brodova Dubrovnik
Odred naoružanih brodova bio je dragovoljačka postrojba utemeljena u vrlo kratkom ratnom razdoblju od rujna 1991. do ožujka 1992. Taj samonikli Odred bio je jedan od najvažnijih činitelja uspješne obrane Dubrovnika. Osnivač i ratni zapovjednik Odreda bio je pukovnik Aljoša Nikolić.
Početak djelovanja Odreda naoružanih brodova se vezuje za prvu plovidbu glisera Sveti Vlaho 23. rujna 1991. godine. U njegovom borbenom sastavu bile su 22 dobro opremljene brodice raznih veličina s ukupno 117 pomorskih dragovoljaca. Prvi naoružani gliser nazvan je "Sveti Vlaho". Bili su preko noći naoružani engleskim strojnicama, minobacačima i minama usmjerenog djelovanja.
Zadaća ovog odreda je bila probijanje pomorske blokade Dubrovnika i uspostava morskog koridora za dopremanje hrane, lijekova, naoružanja, streljiva i svega ostalog neophodnog za uspješnu obranu grada i kakvu takvu normalizaciju života stanovnika. Pripadnici odreda su gliserima prevozili i ranjenike te branitelje koji su iz svih krajeva Hrvatske dolazili pomoći braniteljima Dubrovnika. Odred naoružanih brodova je bio žila kucavica koja je tijekom opsade Dubrovnika grad i njegove izmučene branitelje i žitelje održavala na životu. Tijekom izvršavanja brojnih zadaća poginulo je pet pripadnika, a gliseri Odreda naoružanih brodova su preplovili preko 40 000 Nm, prevezli više od 5 000 civila, ranjenika i vojnika te prebacili preko 4 000 tona različitog tereta. Najvažnije uporište Odreda bilo je na nenaseljenom elafitskom otoku Jakljanu u uvali Veliki Jakljan.
Odred naoružanih brodova odlikovan je 2006. godine Redom Nikole Šubića Zrinskog za iskazano junaštvo njihovih pripadnika u Domovinskom ratu. Unatoč zaslugama u Domovinskom ratu ni jedan pripadnik Odreda naoružanih brodova Dubrovnik-Ston nije dobio ni časnički vojno-pomorski čin ni bilo koje ratno odlikovanje.
Posljednji i jedini očuvani primjerak jednog od naoružanih brodova imena Sveti Vlaho, restauriran je i izložen u parku Batali kao muzejski primjerak.

## Galerija
- Sveti Vlaho
- Sveti Vlaho
- Spomen ploča na Jakljanu

## Poveznice
- Obrana Dubrovnika

## Vanjske poveznice
- Portal Oko - Rat u očima pripadnika ONB-a  Arhivirana inačica izvorne stranice od 25. rujna 2011. (Wayback Machine)